# توم راند
توم راند هو كاتب كندي، ولد في 1967 في كندا.